# Zelda Fitzgerald

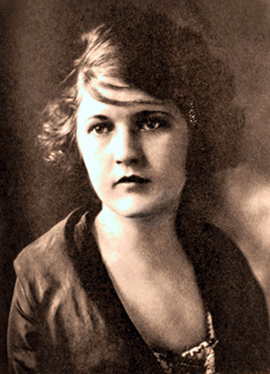
Zelda Fitzgerald (1919)

Zelda Sayre Fitzgerald (* 24. Juli 1900 in Montgomery, Alabama, als Zelda Sayre; † 10. März 1948 in Asheville) war eine US-amerikanische Autorin, Malerin und Tänzerin.
Zelda Fitzgerald galt vielen Zeitgenossen als Verkörperung des typischen „flapper girls“. Nach einem ausschweifenden Leben an der Seite ihres Ehemanns, des Schriftstellers F. Scott Fitzgerald, das sich zunehmend schwieriger gestaltete, erlitt sie 1930 einen ersten psychischen Tiefpunkt, der später mit einer Schizophrenie-Diagnose in Verbindung gebracht wurde. Sie verbrachte die letzten Jahre bis zu ihrem Tod überwiegend in psychiatrischen Kliniken. 1932 veröffentlichte sie den autobiographischen Roman Save Me the Waltz.

## Biografie

### Kindheit und Jugend
Zelda Sayre kam am 24. Juli 1900 als jüngstes von sechs Kindern von Anthony Dickinson Sayre (1858–1931) und dessen Ehefrau Minerva Buckner Machen (1860–1958) zur Welt. Ihr Vater war Richter am Alabama Supreme Court. Sie war eine gute Schülerin mit besonderen Stärken in Englisch und Mathematik und galt als Schönheit.

### Beziehung mit F. Scott Fitzgerald

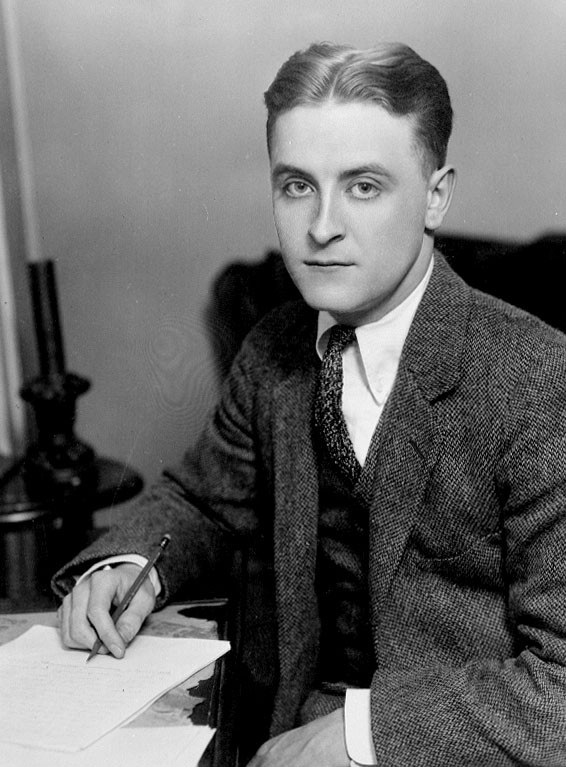
F. Scott Fitzgerald, 1921

1918 lernte sie im Alter von 18 Jahren bei einem Tanzabend F. Scott Fitzgerald kennen, der in der Nähe von Montgomery bei der US-Army diente. Die Beziehung geriet bald in Schwierigkeiten, als Scott mit einem weiteren jungen Mädchen engen Kontakt aufnahm und Zelda ihrerseits auf Distanz ging. Dennoch kam es im März 1919 zur Verlobung, die Zelda jedoch im Sommer des Jahres wieder löste, da sie Zweifel an Scotts Charakter hatte – sein Hang zum Alkohol, sein Jähzorn und sein Interesse an anderen Mädchen waren ihr offenbar geworden. Zelda erregte ihrerseits Aufsehen, als sie auf dem Bahnhof in Alabama von vier jungen Männern abgeholt wurde, die alle der Meinung waren, sie hätten mit ihr eine Verabredung zum Tanzabend. Im Spätherbst 1919 kam das Paar wieder zusammen, und am 3. April 1920 heirateten Zelda und Scott Fitzgerald in einer kurzen und schmucklosen Zeremonie in New York. Die Ehe war durch Scotts zunehmenden Alkoholismus – er war bis zu seinem frühen Tod 1940 durchgehend ein sehr starker und regelmäßiger Trinker – und durch seine Gewalttätigkeit belastet.

### Eheleben
Das Paar ließ sich zunächst in New York nieder, wo sie die Größen der amerikanischen Literatur kennenlernten. Aufgrund der Prohibition und da die Lebenshaltungskosten in Frankreich durch den günstigen Franc geringer waren, lebte das Paar in den Zwanzigern häufig für längere Zeit in Frankreich. In dieser Zeit wurden Zelda und Scott von der Presse als Ebenbild des jugendlichen Zeitgeistes der Roaring Twenties gefeiert und erreichten einen Status ähnlich dem großer Filmstars ihrer Zeit. Nicht enden wollende Partys und große Mengen des von Scott konsumierten Alkohols führten zu einem kraftraubenden Leben. Das Paar verbrauchte nahezu die gesamten Einnahmen, die Scott aus seiner Schriftstellerei bezog, etwa 30.000 US$ im Jahr. Die ab Frühjahr 1925 bestehende enge Freundschaft ihres Mannes mit Ernest Hemingway betrachtete Zelda mit Argwohn, vor allem wegen ihres Abscheus vor den gemeinsamen Trinkereien.
Die Geburt ihres einzigen Kindes Frances Scott Fitzgerald im Jahr 1921 trug wenig dazu bei, den Lebensrhythmus der beiden zu verlangsamen. Das Mädchen wurde hauptsächlich von Kindermädchen erzogen.

### Arbeit als Schriftstellerin
Im Jahr 1924 ließ Zelda sich auf eine kurze Bekanntschaft mit dem französischen Marinepiloten Édouard Jozan ein, in den sie sich verliebte. Dies veranlasste ihren Ehemann, sie in ihrer gemieteten Ferienvilla in Valescure an der Côte d’Azur einzusperren, um sie davon abzuhalten, Jozan zu treffen.

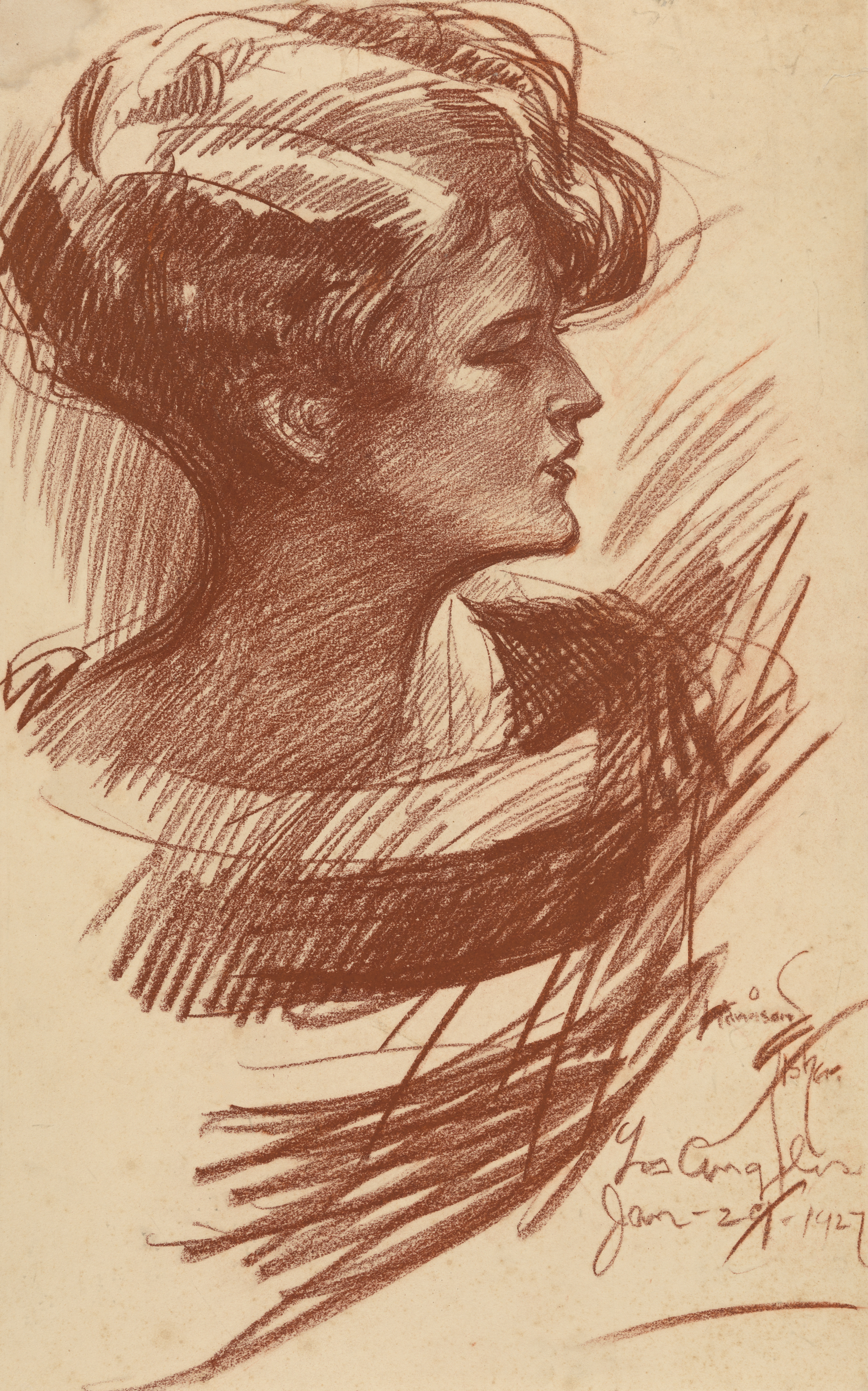
Porträt Fitzgeralds von Harrison Fisher, 1927

Ab 1923 schrieb Zelda Erzählungen, die jedoch unter Scotts oder unter ihrer beider Namen veröffentlicht wurden, da es ein Mehrfaches an Honorar brachte. Eine erste Erzählung hatte sie bereits als Schülerin an der Highschool geschrieben. Während ihrer Pariser Zeit, im Alter von 26 Jahren, begeisterte Zelda sich erneut für das klassische Ballett, das sie von ihrem 9. bis zu ihrem 18. Lebensjahr ausgeübt hatte. Sie trainierte mit immensem Fleiß. Ihre Pariser Ballettlehrerin Ljubow Jegorowa verschaffte ihr an der Oper Neapel ein Engagement als Primaballerina, das Zelda jedoch aus Sorge um ihre Tochter, die in Paris hätte zurückbleiben müssen, nicht annahm. Scott stand dem Verlangen seiner Frau, Profitänzerin zu werden, ablehnend gegenüber.
Die Konflikte zwischen Zelda und Scott wurden noch stärker, als Zelda eine eigenständige Karriere als Balletttänzerin, Schriftstellerin und Malerin anstrebte, was Scott zu unterdrücken suchte, da er fürchtete, seine Frau könne ihn bei finanzieller Unabhängigkeit verlassen. Zelda äußerte im Februar 1930 die Absicht, sich scheiden zu lassen, woraufhin Scott mit einer Vase nach ihr warf. Wenig später brach sie erstmals mit einem Burnout zusammen. In der Nervenklinik Les Rives de Prangins am Genfersee schrieb sie ein Ballettlibretto sowie drei Erzählungen, die verloren gingen, wie später ebenso weitere fünf.
Im Oktober 1931, nach der Rückkehr des Paares aus Europa nach Montgomery, begann Zelda ihren ersten Roman, den sie Ende März 1932 in der psychiatrischen Phipps-Klinik Baltimore beendete, wo sie mit Erlaubnis ihrer Ärztin Mildred Squires täglich zwei Stunden schreiben durfte. Der Roman erschien im Oktober 1932 unter dem Titel Save Me The Waltz und war von Zelda als Enthüllungsroman angelegt, der jedoch von Scott und dessen Lektor Perkins beim Scribner's Verlag um ein Drittel (ca. 100 Seiten) gekürzt wurde. Die Originalversion, die Angriffe gegen Scott als Ehemann und Schriftsteller sowie skandalöses Material über das Privatleben des Paares enthielt, verschwand.
Zelda hatte mit ihrem Roman auf einen Bestseller gehofft, der ihr die nötige finanzielle Sicherheit bringen würde, um die Scheidung von Scott einzureichen und für sich und ihre Tochter ein neues Leben beginnen zu können. Scott Fitzgerald dagegen notierte im Frühjahr 1933 in sein Notizbuch: „Angriff auf allen Ebenen: Theaterstück (unterdrücken), Roman (verzögern), Bilder (unterdrücken), Charakter (angreifen), Kind (entfremden), Tagesablauf (durcheinanderbringen, um Schwierigkeiten zu machen). Kein Maschinenschreiben. Wahrscheinliches Resultat: neuer Nervenzusammenbruch.“ In einem protokollierten Therapiegespräch sagte Zelda: „Mit dir zu leben ist unmöglich. Lieber gehe ich ins Irrenhaus, wohin du mich am liebsten stecken möchtest.“ Die seit Februar 1930 von Zelda immer wieder geforderte Scheidung lehnte Scott stets ab, bis auf ein einziges Mal Anfang Juni 1933, nach einem langen Gespräch des Paares mit Zeldas Psychiater. Doch den Gedanken daran verwarf er schnell wieder, da er in diesem Fall nicht würde kontrollieren können, was Zelda in ihrem neuen, zweiten Roman schriebe. Scott bemühte sich im April 1933 um eine erneute stationäre Aufnahme Zeldas in eine psychiatrische Klinik – auch gegen ihren Willen. Die von Scott geforderte schriftliche ärztliche Ermächtigung, seine Frau jederzeit in die Psychiatrie einliefern zu dürfen, lehnte Zeldas behandelnder Arzt ab. Ihr zweiter Roman Caesar's Things, begonnen Anfang der Vierzigerjahre, blieb unvollendet.

### Aufenthalte in Psychiatrien und Tod
Zelda Fitzgerald lebte von Mitte 1930 bis zu ihrem Tod im März 1948 mit einigen Unterbrechungen in privat betriebenen psychiatrischen Kliniken.
- 5. Juni 1930 bis 15. September 1931 – Les Rives de Prangins, Schweiz
- Februar 1932 bis Juni 1932 – Phipps Psychiatric Clinic of Johns Hopkins Hospital, Baltimore
- Januar 1934 bis 12. Februar 1934 – Sheppard Pratt Hospital bei Baltimore
- 12. Februar 1934 bis 8. März 1934 – Phipps Psychiatric Clinic of Johns Hopkins Hospital, Baltimore
- 8. März 1934 bis 19. Mai 1934 – Psychiatric Clinic Craig House, Beacon (New York)
- 19. Mai 1934 bis 8. April 1936 – Sheppard Pratt Hospital bei Baltimore
- 8. April 1936 bis 15. April 1940 – Highland Mental Hospital in Asheville, North Carolina[15]
- August 1943 bis Februar 1944 – Highland Mental Hospital, Asheville (mit Unterbrechungen, in denen sie bei Thomas Wolfes Mutter in Asheville und bei ihrer Mutter in Montgomery lebte)
- Juli 1946 bis 23. September 1946 – Highland Mental Hospital, Asheville
- November 1947 bis 10. März 1948 – Highland Mental Hospital, Asheville.[16]

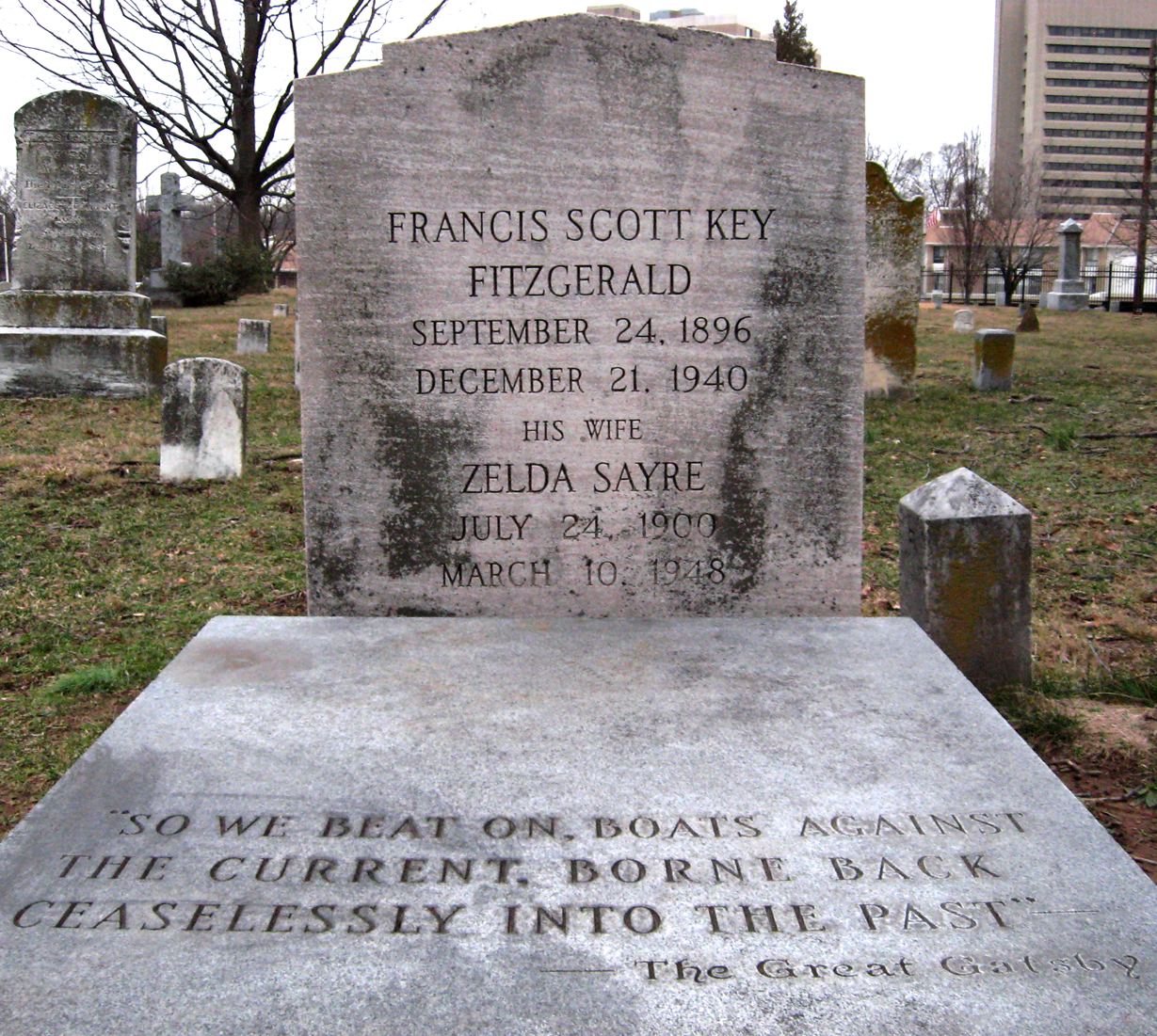
Zelda und Scott Fitzgeralds Grab in Rockville, Maryland

Zelda konnte im April 1940 aus dem Highland Mental Hospital in Asheville entlassen werden, da der Psychiater und Betreiber der Klinik Dr. Robert Carroll nachweislich in die Vergewaltigung einer Patientin involviert war. Auch Zelda wurde ein Opfer des Arztes. Gleichzeitig war sie Dr. Carrolls Mitarbeiterin; sie erteilte ihren Mitpatientinnen therapeutischen Kunst-, Sport- und Tanzunterricht. Ende 1939 erhielt sie zusätzlich den Auftrag, die Patientenzimmer mit Blumenblenden zu bemalen. Den Auftrag hielt sie für eine Vergeudung ihres professionellen Talents, fürchtete sich jedoch, ihn abzulehnen, um nicht wieder als psychotisch diagnostiziert zu werden. Die Vergütung ihrer Arbeit sollte mit ihren Klinikkosten verrechnet werden.
Am 21. Dezember 1940 starb F. Scott Fitzgerald. Zelda Fitzgerald starb 1948 im Alter von 47 Jahren bei einem Brand des Highland Mental Hospitals, bei dem acht weitere Patienten ihr Leben verloren. Sie fand ihre letzte Ruhestätte auf dem Friedhof Saint Mary’s in Rockville (Maryland). Ihre Tochter Frances Scott Fitzgerald (1921–1986) wurde Journalistin, Autorin und prominentes Mitglied der Demokratischen Partei.

## Veröffentlichungen
- Save me the Waltz, Charles Scribner’s Sons, New York, 1932.

- (1972) Darf ich um den Walzer bitten?, dt. Übersetzung von Elisabeth Schnack, Verlag Olten, Freiburg i.Br., ISBN 3-530-22500-2.
- (1984) Schenk mir den Walzer, dt. Übersetzung von Anita Eichholz, Verlag Zweitausendeins, ISBN 3-8077-0200-8.
- (2011) Ein Walzer für mich, dt. Übersetzung von Pociao, Diogenes Verlag, Zürich, ISBN 978-3-257-06792-7.

postum
- Bits of Paradise, unveröffentlichte Erzählungen von Scott Fitzgerald und alle Erzählungen von Zelda Fitzgerald, USA 1973.
- Himbeeren mit Sahne im Ritz. Erzählungen, dt. Übersetzung von Eva Bonné, Manesse Verlag, Zürich 2016, ISBN 978-3-7175-2400-7.

## Rezeption
In F. Scott Fitzgerald and 'The Last of the Belles' (1974) spielte Blythe Danner ihre Rolle. In der Filmbiografie F. Scott Fitzgerald in Hollywood (1975) wurde Fitzgerald von Tuesday Weld verkörpert. Im Spielfilm Zelda aus dem Jahr 1993 wurde sie von Natasha Richardson dargestellt. In Last Call, der auf den Memoiren von F. Scott Fitzgeralds letzter Sekretärin Frances Kroll Ring basiert, übernahm Sissy Spacek ihre Rolle. In Woody Allens Filmkomödie Midnight in Paris (2011) werden Zelda und F. Scott Fitzgerald in einer kurzen Szene von Alison Pill und Tom Hiddleston verkörpert. In der Amazon-Video-Serie Z: The Beginning of Everything, die ihr Leben in teils fiktionalisierter Form darstellt, übernahm Christina Ricci ab dem Jahr 2015 ihre Rolle. Im Filmdrama Genius – Die tausend Seiten einer Freundschaft (2016) über Max Perkins werden Zelda und F. Scott Fitzgerald von Vanessa Kirby und Guy Pearce dargestellt.
Das Musical Waiting for the Moon mit Musik von Frank Wildhorn und Texten von Jack Murphy widmet sich dem Leben von F. Scott und Zelda Fitzgerald. Es feierte seine Premiere 2005, wobei Jarrod Emick die Rolle des Schriftstellers übernahm und Zelda von Lauren Kennedy verkörpert wurde.
In seinem Roman „Alabama Song“ vermischte der Schriftsteller Gilles Leroy biografische und fiktive Elemente aus dem Leben von Zelda Fitzgerald und gewann damit 2007 den französischen Literaturpreis Prix Goncourt. Der Roman erschien 2008 auf Deutsch. Katrin Boese erzählt in ihrem Roman „Zelda Fitzgerald – 'So leben, dass ich frei atmen kann'“ die Lebensgeschichte Zelda Fitzgeralds als Autorin, Malerin und Tänzerin aus der Perspektive von Zeldas langjähriger Freundin Sara Mayfield.
Der Name der Videospiel-Serie The Legend of Zelda geht auf Zelda Fitzgerald zurück.
Der Song „Being Boring“ der Pet Shop Boys bezieht seinen Titel aus einem Zelda Fitzgerald zugeschriebenen Zitat: „She refused to be bored chiefly because she wasn’t boring.“